# Niesforny szwagier
Niesforny szwagier (ang. Brother Nature) – amerykańska komedia z 2016 roku w reżyserii Osmany’ego Rodrigueza i Matta Villinesa, wyprodukowany przez wytwórnie Insurge Pictures i Samuel Goldwyn Films.

## Fabuła
Roger Fellner wyjeżdża ze swoją dziewczyną Gwen na weekend do domku nad jeziorem, aby poznać jej rodziców – Jerry’ego (Bill Pullman) i Cathy (Rita Wilson). Zakochany młody polityk planuje oświadczyć się ukochanej. W trakcie wyjazdu Roger poznaje przyszłego szwagra, Todda (Bobby Moynihan), który postanawia się z nim zaprzyjaźnić. To spotkanie uzmysławia mu, że bycie częścią rodziny Turleyów będzie dla niego nie lada wyzwaniem.

## Obsada
- Taran Killam jako Roger Fellner
- Bobby Moynihan jako Todd Dotchman
- Gillian Jacobs jako Gwen Turley
- Rita Wilson jako Cathy Turley
- Bill Pullman jako Jerry Turley
- Kumail Nanjiani jako Riggleman
- Kenan Thompson jako Miesha
- Rachael Harris jako ciotka Pam
- Sarah Burns jako Margie Turley
- Sarah Baker jako Shannon
- David Wain jako wujek Mel

## Odbiór

### Krytyka
Film Niesforny szwagier spotkał się z mieszaną reakcją krytyków. W serwisie Rotten Tomatoes 57% z siedmiu recenzji filmu jest pozytywne (średnia ocen wyniosła 6,08 na 10). Na portalu Metacritic średnia ocen z 5 recenzji wyniosła 53 punkty na 100.